# Анисия
Ани́сия (Анисья) (др.-греч. Ἀνυσία — благотворная) — женское имя.

## Уменьшительные формы
Ани́са, Ани́сьюшка, Ани́ся, А́ся, А́ня, О́ня. Уменьшительные имена от русского имени не следует путать с русифицированным в виде Аниса́, Анися́ путём замены букв «ә» полным тюркоязычным именем от баш. , тат. Әнисә́, к примеру: Кирдяпкина Анися, Тагирова Аниса, Жеравина Аниса (тур. Enise, к примеру Enise Ütük).

## Известные обладательницы имени
- Анисия Солунская — христианская святая, пострадавшая в царствование императора Максимиана (284—305 гг.)
- Анисья Толстая (?—1732) — придворная дама (гоф-девица) Екатерины I.